# هفت‌سنگ (مجموعه تلویزیونی ۱۳۷۷)
هفت‌سنگ نام یک مجموعهٔ تلویزیونی ایرانی به کارگردانی سیدعبدالرضا نواب صفوی است که در ۱۷ قسمت ۵۰ دقیقه‌ای از شبکه ۲ پخش گردید. این مجموعه محصول ۱۳۷۷-۱۳۷۶ است و دو نسخهٔ سینمایی از آن، به نام‌های «هفت سنگ» و «قاعدهٔ بازی» در شانزدهمین دوره جشنواره فیلم فجر به نمایش در آمد.

## خلاصه داستان
«داوید» پسر «خاخام اسحاق» و «شریف» پسر «خالد» (شهردار شهر الخلیل) در سفری از اروپا به مقصد فلسطین، با یکدیگر در هواپیما آشنا می‌شوند. هم‌زمان با ورود آنها، نه تنها یک مقام امنیتی اسرائیلی ترور می‌شود، بلکه پس از اندکی، به اتومبیل «گورین» جانشین و مقام امنیتی جدید شهر هم سوءقصد می‌شود. مقام‌های امنیتی اسرائیل تصمیم می‌گیرند «داوید» (پسر خاخام اسحاق) را قربانی کنند تا بدین ترتیب، یک بهانهٔ قانونی برای جنگ مستقیم با «شیخ کریم» (رهبر مذهبی جنبش انتفاضه) پیدا کنند. «شیخ کریم» از میان همهٔ سلاح‌های گوناگون، در حمایت از انقلاب فلسطین، سنگ را انتخاب کرده و به نهضت معروف «انقلاب سنگ» شکل جدیدی می‌بخشد.

## بازیگران و عوامل تولید

### عوامل تولید
- کارگردان: سیدعبدالرضا نواب‌صفوی
- فیلمنامه: مهدی سجاده‌چی، سیدعبدالرضا نواب‌صفوی
- تصویربردار: غلامرضا رضی
- تدوین: مهدی رجاییان
- طراح صحنه و لباس: مجید وزیری
- طراح چهره‌پردازی: جلال‌الدین معیریان
- جلوه‌های ویژه: عباس شوقی، رضا رستگار
- عکاس: کمال موسوی، علی نیک‌رفتار، محمد افسری
- موسیقی: امیرعباس نواب‌صفوی
- مدیر تولید: بیژن رهگذر
- جانشین مدیر تولید: غلامرضا گمرکی
- تهیه‌کننده: حسن جلایر (مجتمع فرهنگ و هنر اسلامی)
- تعداد قسمت‌ها: ۱۷ قسمت (۵۰ دقیقه‌ای)
- مدت زمان: ۸۵۰ دقیقه
- محصول: «سیمافیلم» (به سفارش مجتمع فرهنگ و هنر اسلامی)
- سال تولید و پخش: ۱۳۷۷-۱۳۷۶